# Rîmîhî, Șîșakî
Rîmîhî (în ucraineană Римиги) este un sat în comuna Fedunka din raionul Șîșakî, regiunea Poltava, Ucraina.

## Demografie
Componența lingvistică a localității Rîmîhî
     Ucraineană (95,08%)
     Rusă (4,1%)
Conform recensământului din 2001, majoritatea populației localității Rîmîhî era vorbitoare de ucraineană (95,08%), existând în minoritate și vorbitori de rusă (4,1%).